# Canal Valdés

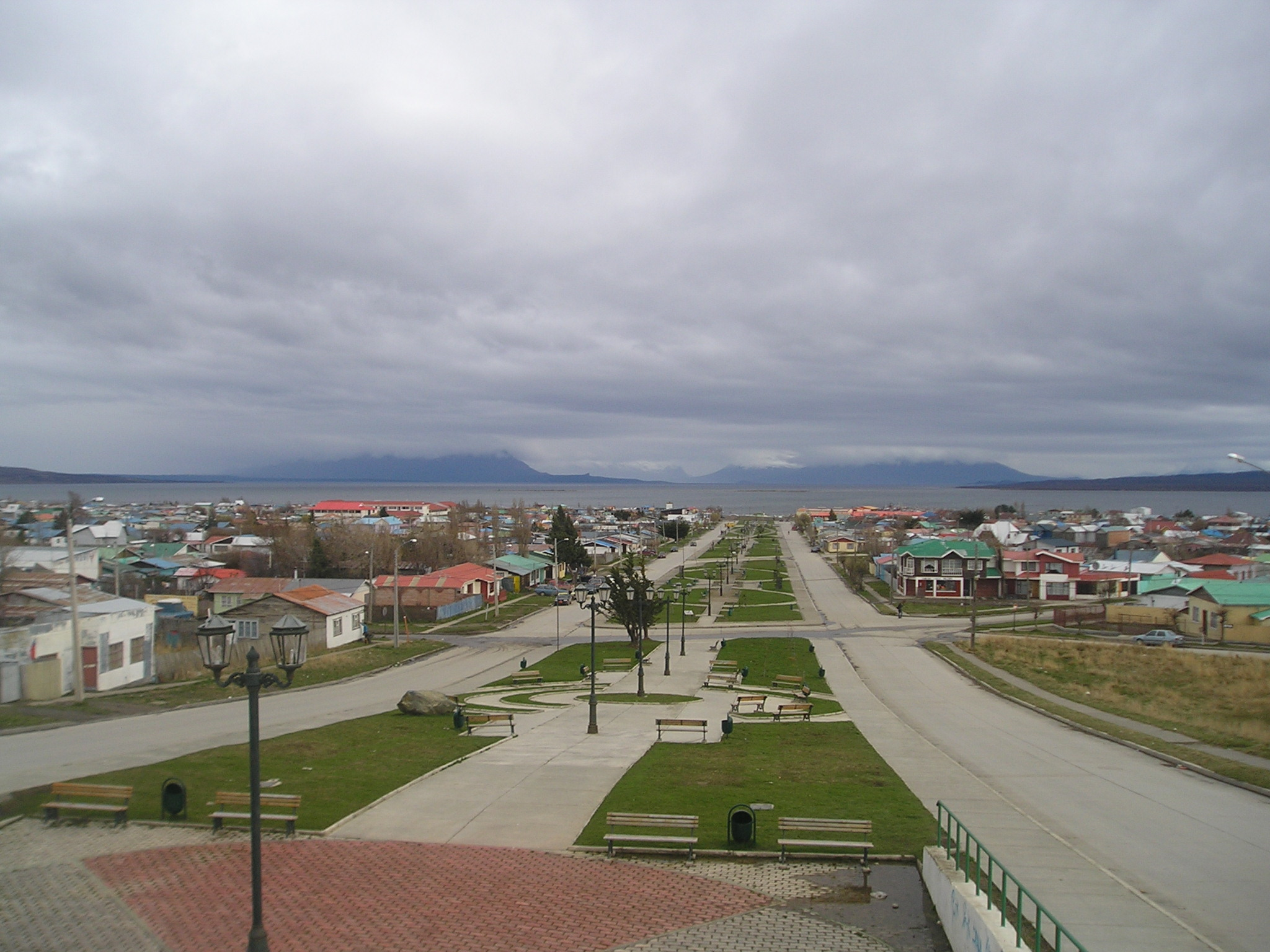
Puerto Natales, Capital de la Provincia de Última Esperanza, en Magallanes.

El canal Valdés es un canal patagónico principal, colateral de la Patagonia chilena. Está ubicado en la XII Región de Magallanes y la Antártica Chilena. Es la continuación del canal Kirke y forma parte del acceso marítimo a Puerto Natales, ciudad capital de la provincia de Última Esperanza. Este canal era navegado por el pueblo kawésqar desde hace unos 6.000 años hasta fines del siglo XX, pues habitaban en sus costas.
Su nombre es en homenaje al vicealmirante don Salustio Valdés Cortés, director general de la Armada de Chile en los años 1924 y 1925.

## Inicio y término
Su dirección general es NNE y su largo es de aproximadamente 10 millas marinas. Su extremo sur está en 52°04′30″S 72°58′30″O / -52.07500, -72.97500 y conduce hacia el estero Poca Esperanza y al canal Kirke. Su extremo norte está en 51°54′30″S 72°50′30″O / -51.90833, -72.84167 y desemboca en el golfo Almirante Montt.

## Orografía

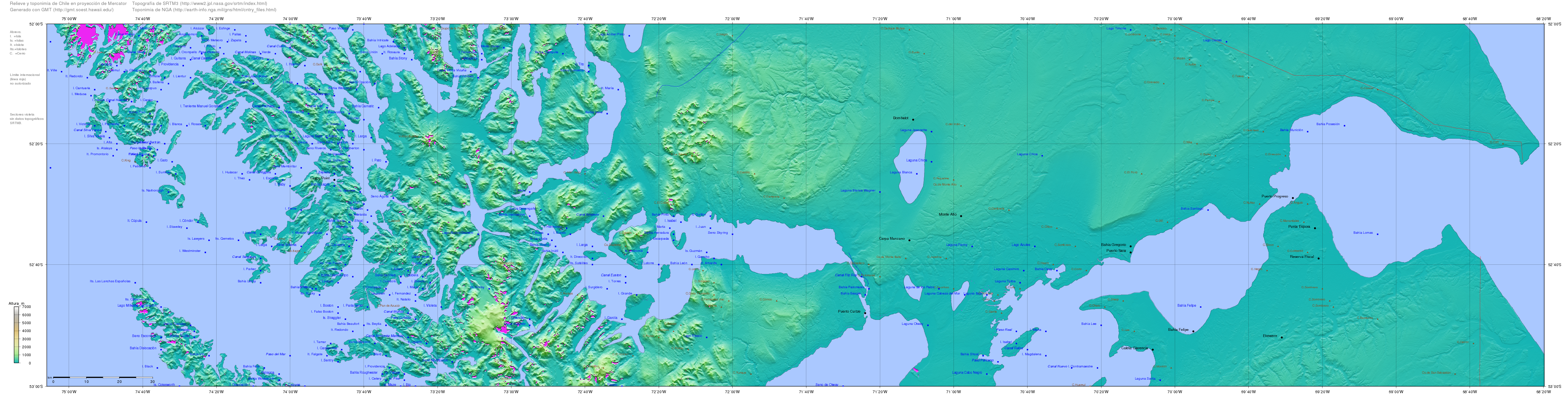
Ver Mapa de Chile.

Este canal separa la costa este de la isla Diego Portales de la costa oeste de la península Barros Arana. 
La isla Diego Portales es muy hermosa por su vegetación y los dos cordones de cerros que la conforman. Marca el límite entre la región insular la región pampeana. Entre sus cerros destacan el Diego y el Portales  que terminan en agudos y nevados picos, ambos sobre los 1.200 metros de altura.
La parte norte de la península Barros Arana es montañosa con cerros entre 800 y 850 metros de altura.
El canal es ancho, limpio y profundo. En sus costas existen pequeños surgideros.

## Corrientes de marea
Las corrientes de marea no son de gran intensidad, por lo que no representan cuidados para la navegación.

## Señalización marítima
El canal no tiene elementos especiales de señalización.